# Åsa Grennvall
Åsa Beatha Grennvall, née le 1er janvier 1973 à Gränna, est une auteure de bande dessinée suédoise. Depuis 1999, elle a publié huit ouvrages. Elle travaille principalement sur le réalisme quotidien et le genre autobiographique. Son livre Sjunde våningen (7e étage) a été traduit en finnois, italien, grec, anglais et français.

## Biographie
Son premier ouvrage, Det känns som hundra år, a été publié en 1999. Depuis, elle a écrit sept autres romans graphiques qui s'inspirent d'éléments réalistes de la vie de tous les jours, et d'éléments autobiographiques. Ils ont été publiés par Optimal Press, Ordfront et Galago.
De 1997 à 2002, Åsa Grennvall  a étudié les Beaux-Arts au Konstfack University College à Stockholm.
En 2003, Åsa Grennvall a reçu le prix Urhunden de la Seriefrämjandet (Association suédoise pour la promotion de la bande dessinée) pour son album Sjunde våningen. Sjunde våningen a été traduit en finnois (en 2003), en français (7e étage, publié chez L'Agrume en 2013), et en italien (en janvier 2014). Le titre de l'album finlandais estSeitsemäs kerros (publié par Suomen Yrityslehdet). Le titre de l'album italien est 7° piano (éditeur : Hop!).
Elle a également publié chez Galago, Aftonbladet, Bang, Dagens Nyheter, et Röd Press.

Åsa Grennvall travaille principalement sur le quotidien réaliste et autobiographique (et semi-autobiographique). Elle récupère souvent des éléments de sa propre vie, mais aussi des histoires de la vie d'autres personnes.

## Œuvres
- 1999 – Det känns som hundra år, Optimal Press
- 2000 – Mie, Optimal Press
- 2002 – Sjunde våningen, Optimal Press
  - 2003 – Seitsemäs kerros, Suomen Yrityslehdet (finnois)
  - 2013 – 7e étage, Paris, L'Agrume (français)  (ISBN 979-10-90743-07-6)
  - 2014 – 7° piano, Hop! (italien)
- 2003 – Det är inte värst sådär i början, Optimal Press
- 2005 – Ett familjealbum, Optimal Press
- 2014 – Album de famille, Paris, L'Agrume (français)  (ISBN 979-10-90743-24-3)
- 2006 – Cynisk Romantiker, Ordfront/Galago
- 2010 – Svinet, Ordfront/Galago
- 2011 – Elfriede – en dystopi, Optimal Press
- 2014- Deras ryggar luktade så gott

## Récompenses
- 2003 : Prix Urhunden du meilleur album suédois pour 7e étage
- 2017 : Prix Urhunden du meilleur album suédois pour Jag håller tiden